# Distrito de Alcamenca
El Distrito de Alcamenca es uno de los doce distritos que conforman la Provincia de Fajardo, ubicado en el Región de Ayacucho, en el Perú.

## Historia
El distrito de Alcamenca fue fundado el 9 de enero de 1936, mediante ley N° 13015, durante el gobierno del presidente Manuel Prado Ugarteche.

## Economía
.

## División administrativa
El distrito tiene una extensión de 2.260,19 kilómetros cuadrados y se encuentra dividida en centros poblados como:
- Huambo
- Es una de las comunidades que conforman del distrito de Alcamenca, en la provincia de Fajardo del departamento de Ayacucho. Huambo está situado al sur de la ciudad de Ayacucho. El poblado tiene una extensión de 435 Kilómetro cuadrados. El centro de la comunidad está distribuida en forma de un cubo.
- Carampa
- Unya
- Patara
- Patallacta

## Autoridades

### Municipales
- 2019-2022[2]
  - Alcalde: Epifanio Martínez Talavera, de Qatun Tarpuy.
  - Regidores:

  1. Bernabé Aquino Barrientos (Qatun Tarpuy)
  2. Isaac Ronaldiño Huamaní Paucar (Qatun Tarpuy)
  3. Jorge Roa Ramos (Qatun Tarpuy)
  4. Jertrudes Marleni Paucar Berrocal (Qatun Tarpuy)
  5. Pretel Aynacc Gálvez (Movimiento Regional Gana Ayacucho)